# 庄头水库
庄头水库是中国山西省长治市壶关县境内的一座水库，位于石子河上，建于1976年。水库正常库容为767万立方米，集雨面积为119平方千米，海拔为1083米。